# Angela Bairstow
Angela Bairstow (31 de mayo de 1942-13 de febrero de 2016) fue una deportista británica que compitió en bádminton para Inglaterra. Ganó dos medallas en el Campeonato Europeo de Bádminton de 1968, plata en la prueba de dobles y bronce en individual.

## Palmarés internacional
| Representando a Inglaterra |              |                   |            |
| Campeonato Europeo         |              |                   |            |
| Año                        | Lugar        | Medalla           | Prueba     |
| 1968                       | Bochum (RFA) | Medalla de plata  | Dobles     |
| 1968                       | Bochum (RFA) | Medalla de bronce | Individual |